# Kumaragupta I.
Kumaragupta I. (Mahendraditya) bio je vladar Carstva Gupta u razdoblju 415. – 455. Smatra se da je, isto kao i njegov otac i prethodnik Chandragupta II., bio sposoban vladar. Uspio je očuvati ogromne teritorije od sjevernog Bengala do Kathiawara, te od Himalaje od rijeke Narmada. Njegova vladavina od četiri desetljeća pred kraj je ugrožena pobunom Pušjamitra u centralnoj Indiji kao i najezdom Bijelih Huna. Kumaragupta je uspio suzbiti obje opasnosti. 